# Melicope boweriana
Melicope boweriana är en vinruteväxtart som först beskrevs av Erling Christophersen, och fick sitt nu gällande namn av Thomas Gordon Hartley. Melicope boweriana ingår i släktet Melicope och familjen vinruteväxter. Inga underarter finns listade i Catalogue of Life.